# FC Dordrecht in het seizoen 2015/16
Het Jupiler League 2015/16 seizoen van FC Dordrecht is het 25ste seizoen in het Nederlandse betaald voetbal van FC Dordrecht sinds de invoering van het betaald voetbal in 1954. Daarvoor was de club al actief onder de namen DFC, DS'79 en (SVV)Dordrecht'90.
FC Dordrecht speelt dit jaar weer in de Jupiler League na een jaar van afwezigheid. FC Dordrecht werd 18e in de Eredivisie 2014/15 en dus degradeerde de ploeg. Jan Everse zal de groep leiden als overbruggingsseizoen voor assistent-trainer Gérard de Nooijer, die de gelegenheid zal krijgen om zijn trainer-coach diploma A te gaan halen en in het seizoen 2016/17 hoofdcoach van FC Dordrecht zal gaan worden. Op 17 augustus 2015 stapt Everse op na een conflict met Marco Boogers, één dag later wordt bekend dat Harry van den Ham zijn opvolger wordt.
De eerste officiële wedstrijd van het seizoen zal worden gespeeld in het weekend van 7 augustus 2015 (Tegen FC Eindhoven) De laatste wedstrijd in de reguliere competitie zal worden gespeeld op 29 april 2016. In de landelijke KNVB Beker zal FC Dordrecht in de tweede ronde instromen, deze wedstrijden worden op 22, 23 of 24 september 2015 gespeeld.

## Selectie 2015/16
| NR.           | Naam                 | Nationaliteit                              | Wedstrijd/doelpunt | Vorige club          |
| ------------- | -------------------- | ------------------------------------------ | ------------------ | -------------------- |
| Keepers       |                      |                                            |                    |                      |
| 1             | Robbert te Loeke     | Vlag van Nederland                         | 34/0               | SC Veendam           |
| 13            | Peter Leeuwenburgh   | Vlag van Nederland                         | 0/0                | Jong Ajax            |
| ?             | Björn Haggerty       | Vlag van Nederland                         | 0/0                | eigen jeugd          |
| Verdedigers   |                      |                                            |                    |                      |
| 6             | Jeffrey Fortes       | Vlag van Nederland                         | 28/3               | FC Den Bosch         |
| 3             | Arnaud De Greef      | Vlag van België                            | 30/0               | Eendracht Aalst      |
|               | Josimar Lima         | Vlag van Kaapverdië                        | 15/1               | Al-Shaab             |
|               | Kristiaan Haagen     | Vlag van België                            | 2/0                | Jong Anderlecht      |
| 5             | Fahd Aktaou          | Vlag van België                            | 20/1               | Heracles             |
| ?             | Guus van Weerdenburg | Vlag van Nederland                         | 12/0               | eigen jeugd          |
| Middenvelders |                      |                                            |                    |                      |
| 15            | Gino Boers           | Vlag van Nederland                         | 1/0                | eigen jeugd          |
| 4             | Matthew Steenvoorden | Vlag van Nederland                         | 19/1               | Feyenoord            |
| 18            | Geert Arend Roorda   | Vlag van Nederland                         | 5/0                | Sparta               |
| 10            | Michael Chacón       | Vlag van Nederland                         | 30/0               | SC Heerenveen        |
| 2             | Sai van Wermeskerken | Vlag van Nederland                         | 31/1               | eigen jeugd          |
| 11            | Alvin Daniels        | Vlag van Frans-Guyana · Vlag van Frankrijk | 33/5               | Jong FC Twente       |
| 8             | Danzell Gravenberch  | Vlag van Nederland                         | 28/0               | CFR Cluj             |
| 18            | Ibi Touré            | Vlag van Senegal                           | 12/1               | eigen jeugd          |
| 14            | Quincy Boogers       | Vlag van Nederland                         | 4/0                | eigen jeugd          |
| ?             | Toni Varela          | Vlag van Kaapverdië                        | 0/0                | Excelsior            |
| ?             | Serginho Greene      | Vlag van Nederland                         | 8/0                | Delhi Dynamos        |
| ?             | Alban Bunjaku        | Vlag van Engeland                          | 9/2                | Derby County         |
| Aanvallers    |                      |                                            |                    |                      |
| 17            | Noël Goossens        | Vlag van Nederland                         | 0/0                | eigen jeugd          |
|               | Everon Pisas         | Vlag van Nederland                         | 1/0                | eigen jeugd          |
| 16            | Shayron Curiel       | Vlag van Nederland                         | 3/0                | Alexandria '66 (AMA) |
| 7             | Jeroen Lumu          | Vlag van Nederland                         | 23/5               | SC Heerenveen        |
| 12            | Jafar Arias          | Vlag van Nederland                         | 24/0               | Jong FC Groningen    |
| 9             | Rangelo Janga        | Vlag van Nederland                         | 34/21              | Omonia Aradippou     |
| ?             | Nick de Bondt        | Vlag van Nederland                         | 10/0               | Go Ahead Eagles      |

## Transfers

### Inkomende transfers
| Naam                 | Nationaliteit          | Vorige Club          |
| -------------------- | ---------------------- | -------------------- |
| Shayron Curiel       | Nederland              | Alexandria 66' (ama) |
| Jeroen Lumu          | Nederland              | SC Heerenveen        |
| Kristiaan Haagen     | België                 | Anderlecht           |
| Jafar Arias          | Nederland              | FC Groningen         |
| Jaimy Schaap         | Nederland              | VVA '71 (ama)        |
| Arnoud de Graaf      | België                 | Eendracht Aalst      |
| Danzell Gravenberch  | Nederland              | CFR Cluj             |
| Peter Leeuwenburgh   | Nederland              | → Ajax               |
| Geert Arend Roorda   | Nederland              | Sparta               |
| Alvin Daniëls        | Frans-Guyana Frankrijk | FC Twente            |
| Rangelo Janga        | Nederland              | Omonia Aradippou     |
| Fahd Aktaou          | Nederland              | → Heracles           |
| Matthew Steenvoorden | Nederland              | Feyenoord            |
| Jordy Vleugels       | België                 | → Willem II          |
| Nick de Bondt        | Nederland              | → Go Ahead Eagles    |
| Glenn Bijl           | Nederland              | → FC Groningen       |
| Guus van Weerdenburg | Nederland              | → AZ                 |

### Uitgaande transfers
| Naam               | Nationaliteit                   | Nieuwe Club          |
| ------------------ | ------------------------------- | -------------------- |
| Filip Kurto        | Polen                           | Excelsior            |
| Marvin Peersman    | België                          | SC Cambuur           |
| Ricky van Haaren   | Nederland                       | Dinamo Boekarest     |
| Funso Ojo          | België                          | Willem II            |
| Bryan Jongeneel    | Nederland                       | Kozakken Boys        |
| Mart Lieder        | Nederland                       | FC Aarau             |
| Adnan Alisic       | Nederland Bosnië en Herzegovina | GVVV                 |
| Jordy van Deelen   | Nederland                       | Geen Club            |
| Andwelé Slory      | Nederland Suriname              | Geen Club            |
| Nando Wormgoor     | Nederland                       | RKC Waalwijk         |
| Ilias Haddad       | Nederland Marokko               | FAR Rabat            |
| Anthony Biekman    | Nederland                       | Geen Club            |
| Kristiaan Haagen   | Nederland                       | → VVV-Venlo          |
| Peter Leeuwenburgh | Nederland                       | Ajax (Einde verhuur) |
| Geert Arend Roorda | Nederland                       | Richmond SC Eagles   |
| Everon Pisas       | Nederland                       | FC Timisoara         |

## Jupiler League

### Wedstrijden
| 1  | 7 augustus 2015   | FC Dordrecht – FC Eindhoven     | 3–1 |
| 2  | 14 augustus 2015  | FC Emmen – FC Dordrecht         | 1–0 |
| 3  | 21 augustus 2015  | FC Dordrecht – FC Volendam      | 1–3 |
| 4  | 24 augustus 2015  | NAC Breda – FC Dordrecht        | 7–0 |
| 5  | 28 augustus 2015  | FC Dordrecht – FC Oss           | 1–0 |
| 6  | 11 september 2015 | Fortuna Sittard – FC Dordrecht  | 0–5 |
| 7  | 18 september 2015 | FC Dordrecht – VVV Venlo        | 0–0 |
| 8  | 25 september 2015 | MVV – FC Dordrecht              | 2–2 |
| 9  | 2 oktober 2015    | FC Dordrecht – Jong Ajax        | 0–1 |
| 10 | 16 oktober 2015   | RKC Waalwijk – FC Dordrecht     | 0–1 |
| 11 | 23 oktober 2015   | Helmond Sport – FC Dordrecht    | 1–2 |
| 12 | 30 oktober 2015   | FC Dordrecht – FC Den Bosch     | 1–2 |
| 13 | 6 november 2015   | Go Ahead Eagles – FC Dordrecht  | 3–0 |
| 14 | 20 november 2015  | FC Dordrecht – Telstar          | 2–2 |
| 15 | 27 november 2015  | Jong PSV – FC Dordrecht         | 1–4 |
| 16 | 30 november 2015  | FC Dordrecht – Almere City FC   | 3–1 |
| 17 | 11 december 2015  | FC Dordrecht – Sparta Rotterdam | 0–3 |
| 18 | 18 december 2015  | Achilles '29 – FC Dordrecht     | 2–1 |
| 19 | 18 december 2016  | FC Eindhoven – FC Dordrecht     | 1–1 |
| 20 | 15 januari 2016   | FC Dordrecht – FC Emmen         | 0–2 |
| 21 | 18 januari 2016   | FC Volendam – FC Dordrecht      | 2–2 |
| 22 | 29 januari 2016   | FC Oss – FC Dordrecht           | 2–3 |
| 23 | 5 februari 2016   | FC Dordrecht – NAC Breda        | 0–2 |
| 24 | 12 februari 2016  | FC Dordrecht – Fortuna Sittard  | 1–3 |
| 25 | 15 februari 2016  | VVV Venlo – FC Dordrecht        | 3–0 |
| 26 | 19 februari 2016  | FC Dordrecht – MVV Maastricht   | 1–0 |
| 27 | 29 februari 2016  | Jong Ajax – FC Dordrecht        | 4–1 |
| 28 | 4 maart 2016      | FC Dordrecht – RKC Waalwijk     | 1–2 |
| 29 | 11 maart 2016     | FC Den Bosch – FC Dordrecht     | 2–0 |
| 30 | 14 maart 2016     | FC Dordrecht – Go Ahead Eagles  | 1–1 |
| 32 | 18 maart 2016     | SC Telstar – FC Dordrecht       | 3–0 |
| 33 | 1 april 2016      | FC Dordrecht – Helmond Sport    | 0–2 |
| 34 | 8 april 2016      | FC Dordrecht – Jong PSV         | 4–0 |
| 35 | 11 april 2016     | Almere City FC – FC Dordrecht   | 3–0 |
| 36 | 22 april 2016     | FC Dordrecht – Achilles '29     | 3-3 |
| 37 | 29 april 2016     | Sparta – FC Dordrecht           | 2-3 |

## KNVB Beker

### Wedstrijden
| Ronde        | Datum             | Wedstrijd                          | Uitslag |
| ------------ | ----------------- | ---------------------------------- | ------- |
| Tweede ronde | 22 september 2015 | Sportclub Feyenoord – FC Dordrecht | 0–2     |
| Derde ronde  | 27 oktober 2015   | FC Dordrecht – vv Capelle          | 0–1     |